# Carmacks (Yukon)
Carmacks é uma aldeia localizada no território de Yukon no Canadá. Está localizada na trajetória do Rio Yukon e ao longo da rodovia de Klondike, e no extremo oeste da rodovia Robert Campbell, de Watson Lake. A população é de 493 habitantes (censo de 2016). É o lar da pequena primeira nação Little Salmon uma população de língua tutchone do Norte.

## Ligações Externas
- História de Carmacks (inglês)
- Perfil da comunidade (inglês)